# Эр, Неджати
Неджати Эр (тур. Necati Er; род. 24 февраля 1997, Самсун) — турецкий легкоатлет, специализирующийся в тройном прыжке. Участник Олимпийских игр.

## Биография
Неджати Эр родился на севере Турции в городе Самсуне 24 февраля 1997 года.
Уже с юных лет он стал проявлять интерес к спорту. Учитель физкультуры в средней школе пригласил Неджати на занятия легкой атлетикой. При этом Неджати Эр также играл в футбол. Его отец не имел достаточно денег для тренировок и не хотел, чтобы Неджати продолжал заниматься спортом, но мать будущего спортсмена поддерживала его. Отец запрещал заниматься легкой атлетикой, потому что он не видел будущего в этом виде спорта, хотя в футбол играть разрешал. За неделю до того, как Неджати Эр собирался присоединиться к футбольной команде, его приняли в сборную по легкой атлетике. Он стал чемпионом региона в Самсуне, а затем получил право участвовать в чемпионате Турции, где завоевал серебро и золото. После этого отец изменил своё решение относительно занятия сына лёгкой атлетикой. Первоначально Неджати выступал в спринтерском беге и прыжках в длину, но затем сосредоточился на тройном прыжке.

## Спортивная карьера
Он улучшил результаты после того, как Федерация легкой атлетики Турции пригласила иностранного тренера, специализирующегося на тройном прыжке.
Неджати Эр выиграл золото на чемпионате Европы среди юношей до 23 лет, проходившем в Евле. При этом прыгун установил новый национальный рекорд 17,37 м. Благодаря этому он получил право представить Турцию на летних Олимпийских играх 2020 года в Токио.